# Заслуженный артист Российской Федерации
«Заслу́женный арти́ст Росси́йской Федера́ции» — почётное звание, входящее в систему государственных наград Российской Федерации.

## Основания для присвоения
Звание «Заслуженный артист Российской Федерации» присваивается высокопрофессиональным артистам, балетмейстерам, дирижёрам, композиторам, режиссёрам, хормейстерам и музыкальным исполнителям за личные заслуги:
- в создании высокохудожественных образов, спектаклей, кино- и телефильмов, концертных, цирковых программ, музыкальных, телевизионных и радиопроизведений, получивших широкое признание общественности и профессионального сообщества;
- в сохранении и развитии национальных артистических школ и классических художественных образов отечественной культуры;
- в активном участии в социально значимых концертах, спектаклях и других культурных мероприятиях на территории России и за её пределами, связанных с нравственным воспитанием подрастающего поколения, популяризацией российской культуры и осуществлением благотворительной деятельности;
- в плодотворной концертной, театральной деятельности, постановке спектаклей, цирковых программ, принесших широкое общественное признание, а также позволивших достойно представлять Россию на различных крупных международных конкурсах и фестивалях.

Почётное звание «Заслуженный артист Российской Федерации» присваивается, как правило, не ранее чем через 20 лет с начала осуществления творческой деятельности (артистам балета, исполняющим первые партии, — не ранее чем через 10 лет) при наличии у представленного к награде лица отраслевых наград федеральных органов государственной власти или органов государственной власти субъектов Российской Федерации.

## Порядок присвоения
Почётные звания Российской Федерации присваиваются указами президента Российской Федерации на основании представлений, внесённых ему по результатам рассмотрения ходатайства о награждении и предложения Комиссии при президенте Российской Федерации по государственным наградам.

## История звания
Почётное звание «Заслуженный артист Российской Федерации» установлено Указом Президента Российской Федерации от 30 декабря 1995 года № 1341 «Об установлении почётных званий Российской Федерации, утверждении положений о почётных званиях и описания нагрудного знака к почётным званиям Российской Федерации». Тем же указом утверждено первоначальное Положение о почётном звании, в котором говорилось:
Почётное звание «Заслуженный артист Российской Федерации» присваивается высокопрофессиональным артистам, режиссёрам, балетмейстерам, дирижёрам, хормейстерам, музыкальным исполнителям, создавшим высокохудожественные образы, спектакли, кинофильмы, телеспектакли, телефильмы, концертные, эстрадные, цирковые программы, музыкальные, телевизионные и радиопроизведения, которые получили общественное признание, и работающим в области искусства 10 и более лет.
В настоящем виде Положение о почётном звании утверждено Указом Президента Российской Федерации от 7 сентября 2010 года № 1099 «О мерах по совершенствованию государственной наградной системы Российской Федерации».

## Нагрудный знак
Нагрудный знак имеет единую для почётных званий Российской Федерации форму и изготавливается из серебра высотой 40 мм и шириной 30 мм. Он имеет форму овального венка, образуемого лавровой и дубовой ветвями. Перекрещенные внизу концы ветвей перевязаны бантом. На верхней части венка располагается Государственный герб Российской Федерации. На лицевой стороне, в центральной части, на венок наложен картуш с надписью — наименованием почётного звания.
На оборотной стороне имеется булавка для прикрепления нагрудного знака к одежде. Нагрудный знак носится на правой стороне груди.

## Переходный период
Переходный период длился 4 года, с 16 мая 1992 года до 1 апреля 1996 года. Почётное звание Заслуженный артист РСФСР было заменено на звание «Заслуженный артист Российской Федерации» после изменения наименования государства с «Российская Советская Федеративная Социалистическая Республика» на «Российская Федерация» (см. Закон РСФСР от 25 декабря 1991 года № 2094-I и Закон Российской Федерации от 21 апреля 1992 года № 2708-I). В названиях всех почётных званий наименование государства «РСФСР» было заменено словами «Российской Федерации», но только в 1995 году установлено звание «Заслуженный артист Российской Федерации» Указом Президента Российской Федерации от 30 декабря 1995 года № 1341 (вступил в силу 1 апреля 1996 года), а до его вступления в силу указа действовали правовые акты об установлении почётных званий РСФСР.